# NGC 7009
NGC 7009 је планетарна маглина у сазвежђу Водолија која се налази на NGC листи објеката дубоког неба.
Деклинација објекта је - 11° 21' 47" а ректасцензија 21h 4m 10,8s. Привидна величина (магнитуда) објекта NGC 7009 износи 8,0 а фотографска магнитуда 8,3. NGC 7009 је још познат и под ознакама PK 37-34.1, CS=11., Saturn nebula.